# New Madison
New Madison – wieś w Stanach Zjednoczonych, w stanie Ohio, w hrabstwie Darke.